# Abbaye Saint-Pierre-Saint-Paul de Solignac
Pour les articles homonymes, voir Abbaye Saint-Pierre et Solignac (homonymie).
L'abbaye de Solignac est une abbaye bénédictine fondée par Éloi de Noyon vers 638 à Salignac, devenu Solignac, près de Limoges, en Haute-Vienne.
Une communauté de moines bénédictins y vit du Viie siècle à la fin du Xviiie siècle, et de nouveau à partir de 2021 (« prieuré Saint-Joseph de Solignac ») après que l’abbaye ait notamment été un pensionnat de jeunes filles, une fabrique de porcelaine puis un séminaire.

## Histoire de l'abbaye

### Fondation

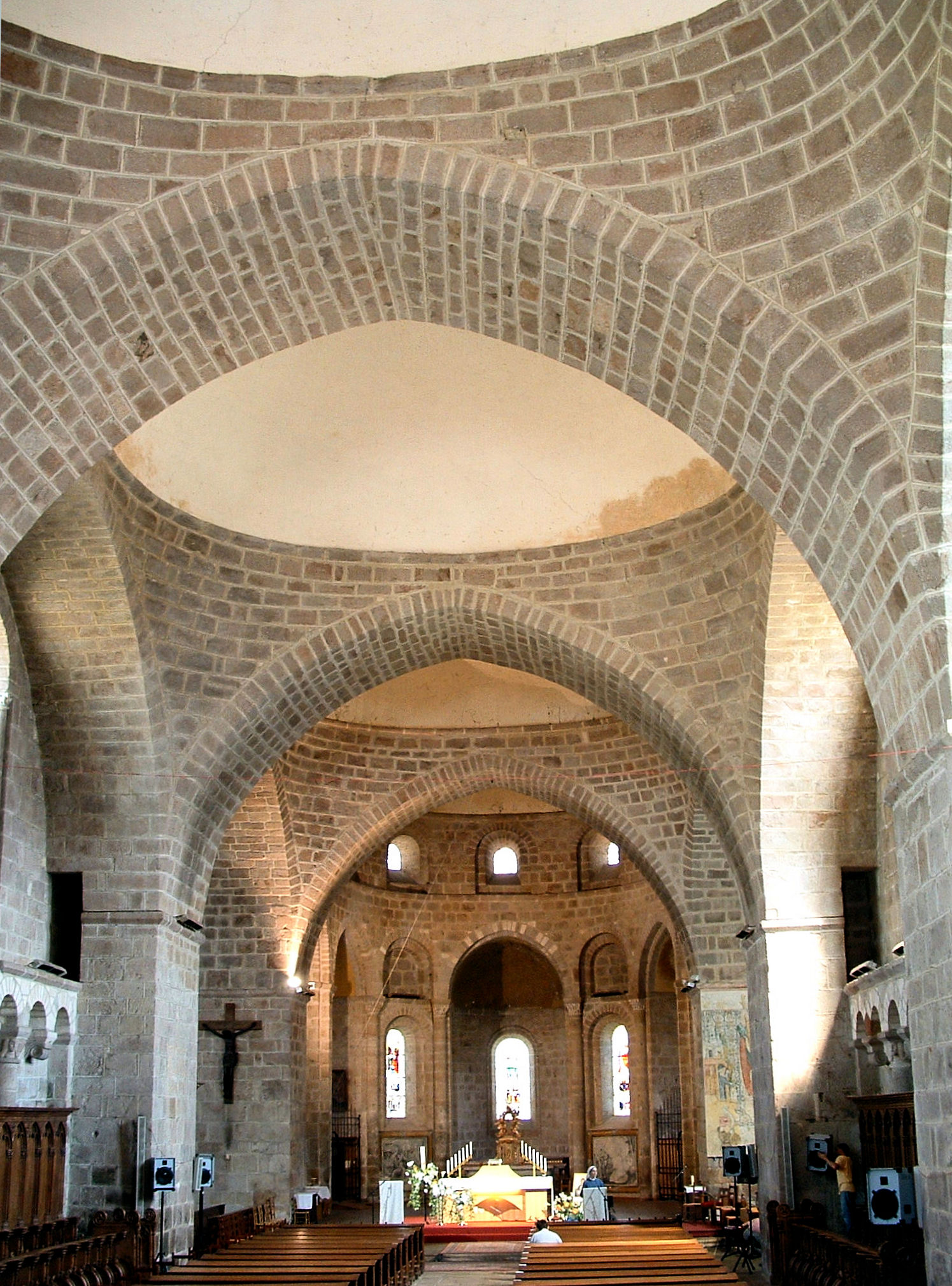
Nef sur file de coupoles.

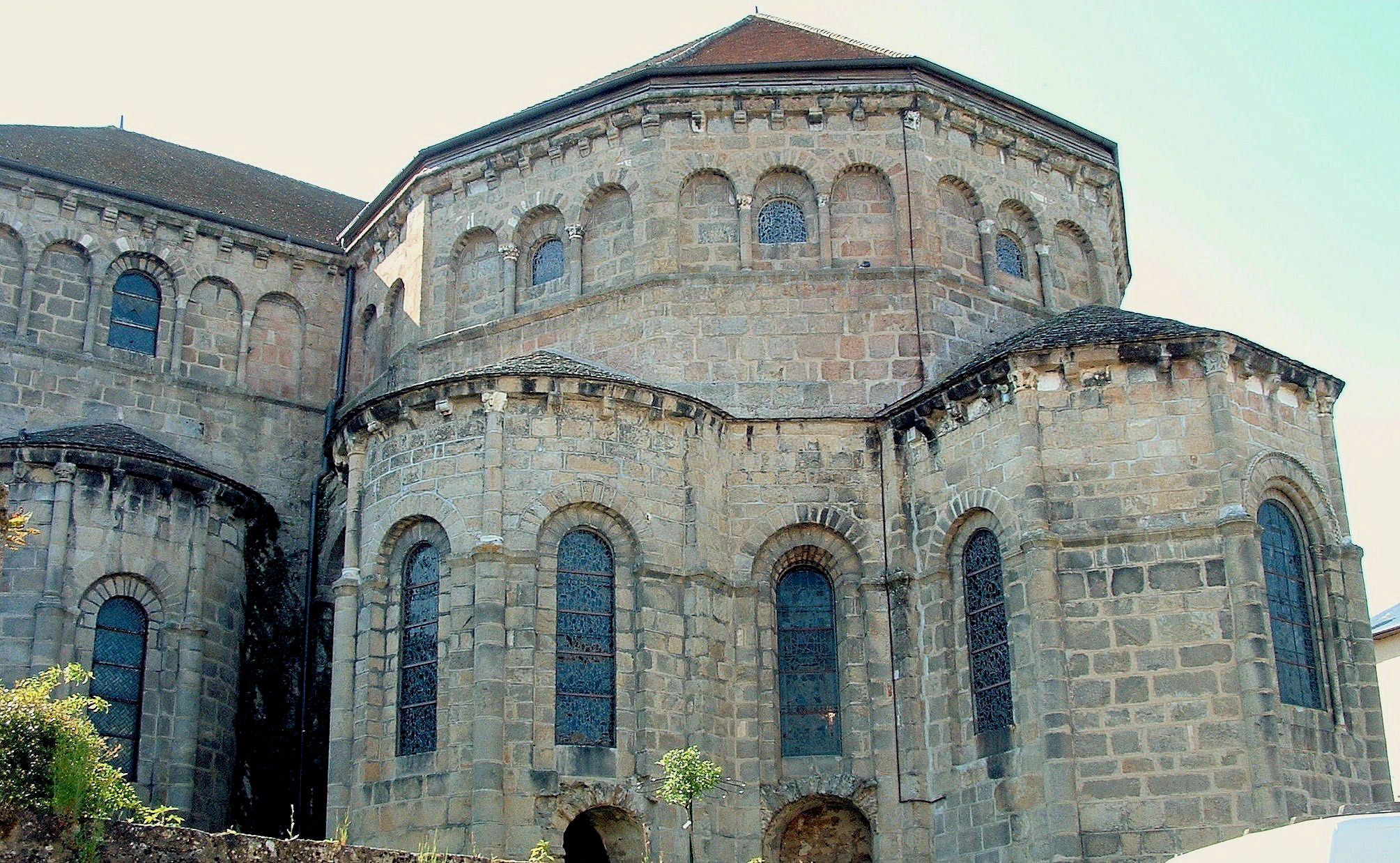
Chevet et bras sud du transept.

L'abbaye de Solignac a été fondée au Viie siècle par saint Éloi, futur évêque de Noyon qui demande au roi Dagobert Ier le village de Solemniacum, (la terre de Solignac) pour y fonder un monastère. Ce bourg était situé à l'emplacement d'une ancienne villa gallo-romaine nommée Solemnius, appartenant au domaine royal. Selon l'historien Fustel de Coulanges, le nom de Solignac dérive du nom du propriéraire romain primitif Solemnis ayant constitué le domaine le premier.
« Mon roi et maître, que ta bonté veuille m’accorder pour que je puisse y construire une échelle pour toi et pour moi, par laquelle nous mériterons de monter tous deux dans le royaume céleste ». La charte de cession de l'abbaye faite par Eloi à la communauté monastique qui l'occupe date du 22 novembre de la dixième année du roi Dagobert, soit la dixième année après la mort du roi Clotaire II, le 22 novembre 638, ce qui permet de situer la fondation du monastère quelques mois, voire une ou deux années auparavant. L'acte est fait « en l'honneur des saints Pierre et Paul Apôtres, Pancrace et Denys Martyrs et leurs compagnons, des saints Martin, Médard, Rémi et Germain Confesseurs. »
La charte de cession est contre-signée par les évêques Adeodatus de Mâcon, Madegilosus de Tours, Chanoaldus de Laon, Maurin de Beauvais, Salapius de Nantes, Hildegarius de Sens et Loup de Limoges,.
Cette abbaye échappait à la juridiction de l'évêque, mais était soumise au roi. L'acte donne aux religieux la propriété perpétuelle de l'abbaye s'ils suivent les règles de saint Benoît et saint Colomban (regulam Beatissimorum Patrum Benedicti et Columbani).
Selon la légende, saint Éloi serait monté sur un rocher sur les « hauteurs » de Solignac (ce rocher se nomme d'ailleurs le rocher Saint Éloi). De ce rocher, il aurait lancé un marteau. À l'endroit où le marteau serait tombé, il aurait fondé l'abbaye.

### Évolution du statut
Saint Éloi admirait l'abbaye de Luxeuil, fondée par saint Colomban au sud-est des Vosges. Il en fait venir des moines, avec le premier abbé, saint Remacle.
La règle primitive était celle de Luxeuil, car la communauté arrivait de l'abbaye de Luxeuil en Haute-Saône. La règle était inspirée des prescriptions de saint Colomban et de saint Benoît. Le premier abbé fut saint Remacle qui quelques années plus tard fut nommé évêque de Maastricht.
Saint Ouen (Viie siècle) écrit que cette abbaye a eu rapidement de l'importance. L'abbaye compte rapidement cent cinquante moines. Saint Ouen, ami de saint Éloi, dans le récit de sa Vie qu'il a composé, décrit un lieu « fertile et plaisant », « des vergers copieux et bien arrosés », « la proximité d'une belle rivière ». Il déclare pour le monastère : « j'y ai vu une si belle observance de la sainte Règle que la vie de ses moines est presque unique en son genre lorsqu'on la compare à celle des autres monastères de la Gaule ». Il précise que « là se trouvent de nombreux ouvriers habiles aux différents arts et métiers, et tous se sont élevés à la plus haute perfection par la crainte du Christ et la pratique d'une prompte obéissance ». L'abbaye de Solignac est alors un grand atelier d'orfèvrerie.

### Après Éloi
Quand Remacle quitte l'abbaye pour devenir évêque de Maastricht, il amène avec lui saint Hadelin, originaire d'Aquitaine, où il a été abbé de Celles puis de Visé. Un jeune esclave Saxon racheté par saint Éloi, est entré dans l'abbaye. Thillo (connu sous le nom de saint Tillo ou saint Théau) est le successeur d'Éloi à la direction de la fabrication de pièces d’orfèvrerie. Il va devenir ermite à Brageac près de Mauriac, puis revient pour mourir, en 702, près de Solignac sur le lieu de l'église du Vigen.
Entre le VIIIe siècle et le XIe siècle vont se succéder des troubles et des périodes de relèvement. Des invasions sarrasines vers 732-735, une incursion en 793 d'origine non précisée causant des dégâts nécessitant que Pépin le Bref, puis Charlemagne, accordent des privilèges. En 817, c'est Louis le Pieux qui accorde des privilèges pour reconstruire l'abbaye.
En 820, l’abbé Aigulf impose la règle bénédictine réformée par saint Benoît d'Aniane. Solignac ne fait toutefois pas partie de la Notitia de servitio monasteriorum, liste des monastères bénédictins de 819.
En 823, Raoul de Turenne devint probablement clerc à l'abbaye de Solignac. C'est l'explication de l'aide qu'il a demandé à l'abbaye de Solignac quand il a fondé plusieurs abbayes sur les terres de ses villas comme Végennes et Beaulieu.
Vers 855, Cunibert, abbé de Solignac successeur d'Aigulf, fournit des moines pour la fondation de l'abbaye de Beaulieu.
Les incursions vikings vont provoquer la venue des reliques de saint Martial de Limoges à Solignac. Puis, vers 860 ou 864, c'est l'abbaye de Solignac qui est pillée et incendiée. Des religieux qui se sont réfugiés à Vic-Fezensac ramènent les reliques de sainte Fauste.
En 866, on note la présence de l'abbé Bernard au concile de Soissons présidé par Charles le Chauve.
Le 12 juin 883, le pape Martin II accorde une charte et prend sous son patronage de l’abbaye de Solignac et confirme les biens de l’abbaye.
Le 13 juin 889, charte donnée de l’abbaye Saint-Mesmin de Micy par le roi Eudes.
Charles le Simple donne avec l'accord de l'évêque de Limoges Turpion, le 18 juillet 922, seize églises à Solignac pour l'aider à se relever des destructions dues à la période d'anarchie. On ne sait rien des constructions de cette période.
En 942 l'abbé Géraud II fonde avec l'abbaye de Fleury-Saint-Benoît une « fraternité » de prière. Il y a eu des échanges entre les deux abbayes. Par exemple, Bernard II, abbé de Solignac en 983, puis de Beaulieu, enfin évêque de Cahors, a été l'élève d'Abbon de Fleury. Son successeur, Amblard, rappelle dans une lettre à Hervé, trésorier et bâtisseur de la basilique Saint-Martin-de-Tours, qu'il a été son condisciple à Fleury.
L'abbaye Saint-Pierre du Vigeois, fondée par Saint Yrieix avant 572, s'affilie à Solignac au début du XIe siècle. Sa communauté était très importante, une centaine de moines.
En 1031, Géraud III participe au concile de Limoges au cours duquel Dieudonné, évêque de Cahors, prêche la trêve de Dieu.

### Reconstruction de l'abbatiale, révoltes et guerres
De nombreux dons sont faits à l'abbaye aux XIe et XIIe siècles. Ils vont permettre la reconstruction de l'abbatiale. Les papes Eugène III, en 1147, et Adrien IV accordent des bulles confirmant les titres et droits de l'abbaye. L’empereur Frédéric Barberousse écrit en 1157 une lettre au roi d’Angleterre, lui recommandant l’abbaye.
La première moitié du XIIIe siècle marque une insurrection des habitants car la bourgeoisie marchande ne voulait plus rendre de compte à l'abbé. La tour-porche est saisie par les habitants du village pendant les troubles de 1240-1246.
Le vicomte de Limoges dut intervenir en décembre 1241 pour rendre l'abbaye aux religieux. Les moines ont eu des litiges avec les seigneurs du château de Chalucet au XIIIe siècle.
En 1388, des bandes anglaises incendient le chœur de l’église. Le pape d'Avignon Clément VII accorde des indulgences pour permettre sa restauration.
En mars 1422, les Anglais sont à Solignac. En 1460, l'abbé Martial Bony de Lavergne fait poser des vitraux et installe des stalles. C'est probablement sous son abbatiat qu'est démoli un clocher qui existait sur le croisillon Nord.

### Époque moderne
L’abbaye est mise en commende en 1503. Les troupes protestantes, après leur victoire à la Roche-l'Abeille, pillent l'abbaye en 1569. Les châsses sont brisées et les reliques brûlées. Mais les archives ont pu être conservées. En 1574, André, vicomte de Bourdeilles, sénéchal de Périgord, après s’être emparé de l’abbaye avec le seigneur de Pierre-Buffière, obtient du roi le don de l’abbaye.

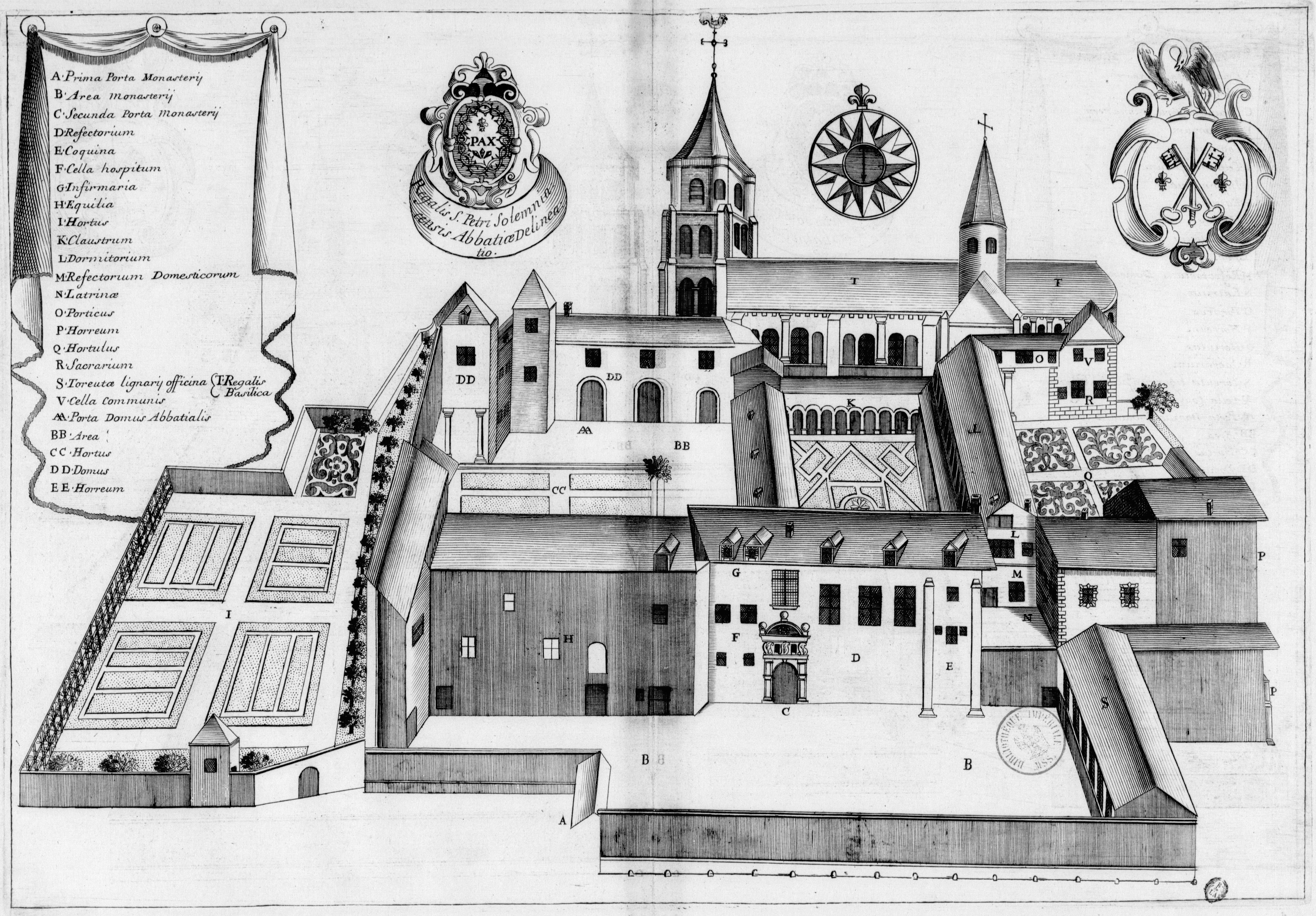
L'abbaye de Solignac dans le Monasticon Gallicanum. Gravure de la seconde moitié du XVIIe siècle.

Ruinée par les guerres de Religion et les révoltes paysannes, l'abbaye se releva pendant la Contre-Réforme catholique, lorsque le 26 juin 1619, l'abbé commendataire Jean Jaubert de Barrault, évêque de Bazas, suivant l'exemple de l'abbaye de Saint-Augustin à Limoges, fit appel à six moines de la Congrégation de Saint-Maur qui restaurèrent la règle bénédictine. Ils se heurtèrent à l'hostilité des moines en place aussi l'abbaye fut partagée et les Mauristes se contentèrent d'une petite chapelle jusqu'à ce que la mort emporte les opposants, en 1635.
L'abbatiale est alors séparée par un mur pour permettre d'installer l'église paroissiale dans la nef.
Au début du XVIIIe siècle, après un incendie qui détruisit une partie du bâtiment principal on reconstruisit la partie Ouest dans le style de l'époque.

### Révolution française
En 1790, les quatorze moines que comptait encore l'abbaye furent jetés dehors par la Révolution française. L’abbatiale devint alors église paroissiale, l’église Saint-Michel ayant été vendue aux enchères puis exploitée comme carrière de pierres. Les bâtiments de l'abbaye servirent de prison, notamment pour des prêtres réfractaires (lesquels furent ensuite envoyés aux pontons de Rochefort) et des religieuses,,. En 1793, l'abbaye est désignée comme prison pour toutes les "religieuses du district de Limoges". En mai 1794, 58 religieuses détenues à Solignac sont transférées l'ancien séminaire de Limoges devenu maison de réclusion.

### Époque contemporaine
Sous l'Empire, l'abbaye devint un pensionnat de jeunes filles, puis elle abrita une fabrique de porcelaine jusqu'en 1930. De 1939 à 1945, les normaliens d'Obernai (Bas-Rhin) y trouvèrent refuge. Les oblats de Marie prirent possession des lieux en 1946, et les bâtiments devinrent séminaire, puis lieu de retraite.

« C'était en 1945. les Oblats cherchaient alors un lieu suffisamment grand pour accueillir les nombreuses entrées dans la congrégation. Ils jetèrent leur dévolu sur l'abbaye de Solignac, qu'ils connaissaient pour avoir prêché des missions paroissiales dans le secteur avant-guerre… L'aventure dura jusqu'au début des années 70. »

La porte d'entrée de l'ancienne abbaye est inscrite au titre des monuments historiques par arrêté du 24 janvier 1944.
L'abbaye a ensuite été occupée par la communauté du Verbe de Vie, locataire des oblats de Marie. En 2011, le diocèse de Limoges se porte acquéreur de l'abbaye auprès des oblats de Marie.

### Une nouvelle fondation bénédictine

#### La reprise de la  vie contemplative
À partir de novembre 2021, l'abbaye abrite à nouveau une vie monastique contemplative, avec l'installation à partir d'août du prieuré Saint-Joseph fondé par les moines bénédictins de l'abbaye Saint-Joseph de Clairval de Flavigny-sur-Ozerain (Côte-d'Or),.
« L'abbaye et son abbatiale vont ainsi renouer avec ce pour quoi elles ont été érigées et reprendre le fil de 1 150 ans de présence bénédictine. »

#### Travaux et projets envisagés
Après 20 ans d'inoccupation, l'ampleur des travaux à réaliser, pour les bénédictins, est importante: 10 000 m2 de surface développée, 6 hectares d'emprise foncière, 4 000 m2 de toiture, 250 fenêtres et des kilomètres de réseaux. Après les travaux nécessaires  à l'installation des moines, le chantier le plus urgent est celui du porche Saint-Jean qui menaçait ruine et a été sécurisé dans l'hiver 2020-2021. L'abbaye entre en chantier pour de longues années.
A l’été 2024, les bénédictins lancent leur bière d’abbaye,.

## Construction de l'église abbatiale Saint-Pierre-Saint-Paul
On ne possède pas d'informations sur les églises précédant l'église actuelle et la consécration de l'église actuelle est sujette à discussion :
- Félix de Verneilh fait remonter la consécration à 1143. Mais le document sur lequel un secrétaire de l'Hôtel de ville de Limoges aurait lu cette date a disparu.
- En 1178 est une date donnée dans plusieurs textes d'un incendie qui a détruit la toiture et le mobilier de l'abbatiale et des bâtiments monastiques.
- En 1195, d'après l'abbé Nadaud, une nouvelle consécration aurait eu lieu à la suite de la reconstruction. Mais cette date est considérée par certains historiens comme douteuse.
- Le 9 mai 1211 est la date de consécration par l'évêque Jean de Veyrac donnée par le moine Bernard Ithier contemporain à l'évènement. C'est la date qui a été retenue par les Mauristes.

Un essai de chronologie de la construction a été proposé en recoupant les dates données ci-dessus avec d'autres églises à file de coupoles de la région :
- en 1117, coupoles à Saint-Avit-Sénieur (disparues),
- en 1119, coupole orientale de la cathédrale de Cahors,
- vers 1110, coupole occidentale de la cathédrale d'Angoulême consacrée en 1128,
- avant 1140, fin de la construction de l'abbaye de Souillac.

Les rapprochements de style rendent probable la construction des deux travées de la nef avec coupoles avant 1143. Il en est probablement de même pour la coupole de la croisée du transept.
Il est probable que l'incendie de 1178 a dû nécessiter de restaurer le chœur de l'abbatiale qui a dû être le plus touché, mais en conservant le plan initial car il rappelle ceux de Cahors, de Souillac et du Vigeois construit vers 1130.

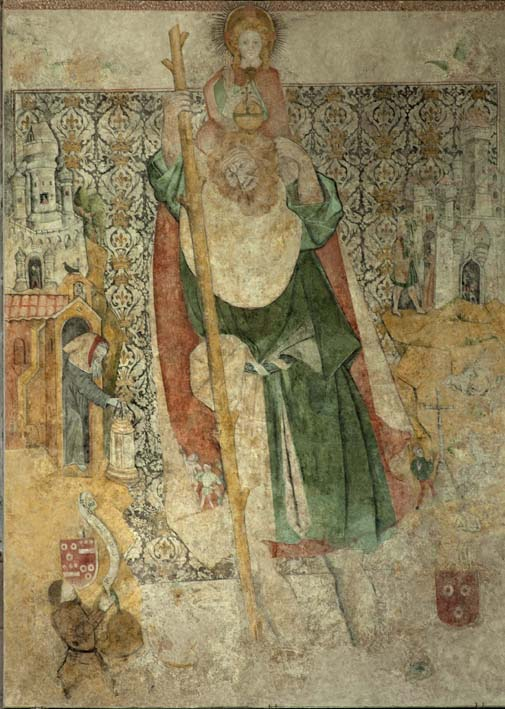
Fresque du XVe siècle représentant saint Christophe.

Certains ont fait remarquer que si les destructions ont été limitées, la date certaine de consécration de 1211 paraît tardive. Cette date serait due à la reconstruction partielle des croisillons et des absidioles, ce que traduirait la différence entre les deux croisillons.
La tour-porche date du début du XIIIe siècle. Il se peut que des éléments de la base du clocher plus ancien aient été réutilisés dans la tour-porche mais la voûte est gothique. Pendant l'administration de l'abbé Hugues de Maumont (1195-1228) ont été construits le troisième étage de la tour-porche, le cloître des religieux et celui de l'information (« fecit feri claustrum per integrum et claustrum de infirmatorio et tertiam partem clocherii superiorem »).
Le mur occidental du croisillon sud a dû être refait au XVIIe siècle.
La foudre détruit le 18 mai 1734 le petit clocher en charpente surmontant la croisée du transept. Il a été reconstruit, mais n'existe plus.
Le dernier étage du clocher occidental était cantonné de tourelles semblables au clocher d'Eymoutiers. Il s'est effondré le 29 mars 1783. Il a été remplacé au début du XIXe siècle par un clocher-mur.
L'église abbatiale est classée au titre des monuments historiques par la liste de 1862.
Pendant la restauration de 1951, il a été mis au jour une peinture du XVe siècle représentant saint Christophe sur un pilier de la croisée du transept.

## Architecture de l'abbaye
Des remparts ceinturaient le domaine abbatial.
L'ensemble des bâtiments datent des XIIe et XIIIe siècles mais ont été restaurés à plusieurs reprises. Ils s'inscrivent dans un quadrilatère dont la nef de l'église constitue un des côtés.

### L’église abbatiale
L'église abbatiale fut construite sur une longue période : la nef durant la première moitié du XIIe siècle, le chœur et le transept après l’incendie de 1178 et le clocher-porche au début du XIIIe siècle. C'est la seule abbatiale à file de coupoles du Limousin et un joyau de l'art roman.
C'est au XVIe siècle que l'intérieur fut restauré avec en particulier aménagement des stalles sculptées.

### Les bâtiments monastiques
Remise en état, l'abbatiale retrouva sa fonction en 1635. Cent ans plus tard, le cloître et les bâtiments conventuels furent entièrement reconstruits mais en respectant l'architecture romane.
Le cloître disparaît au début du XXe siècle quand les locaux abritent la fabrique de porcelaine.
Les bâtiments monastiques actuels sont du XVIIIe siècle. Il dessinent un E avec trois des côtés de l'ensemble monastique et une aile centrale. Tous sont de lignes sobres et couverts de toitures à deux pans.

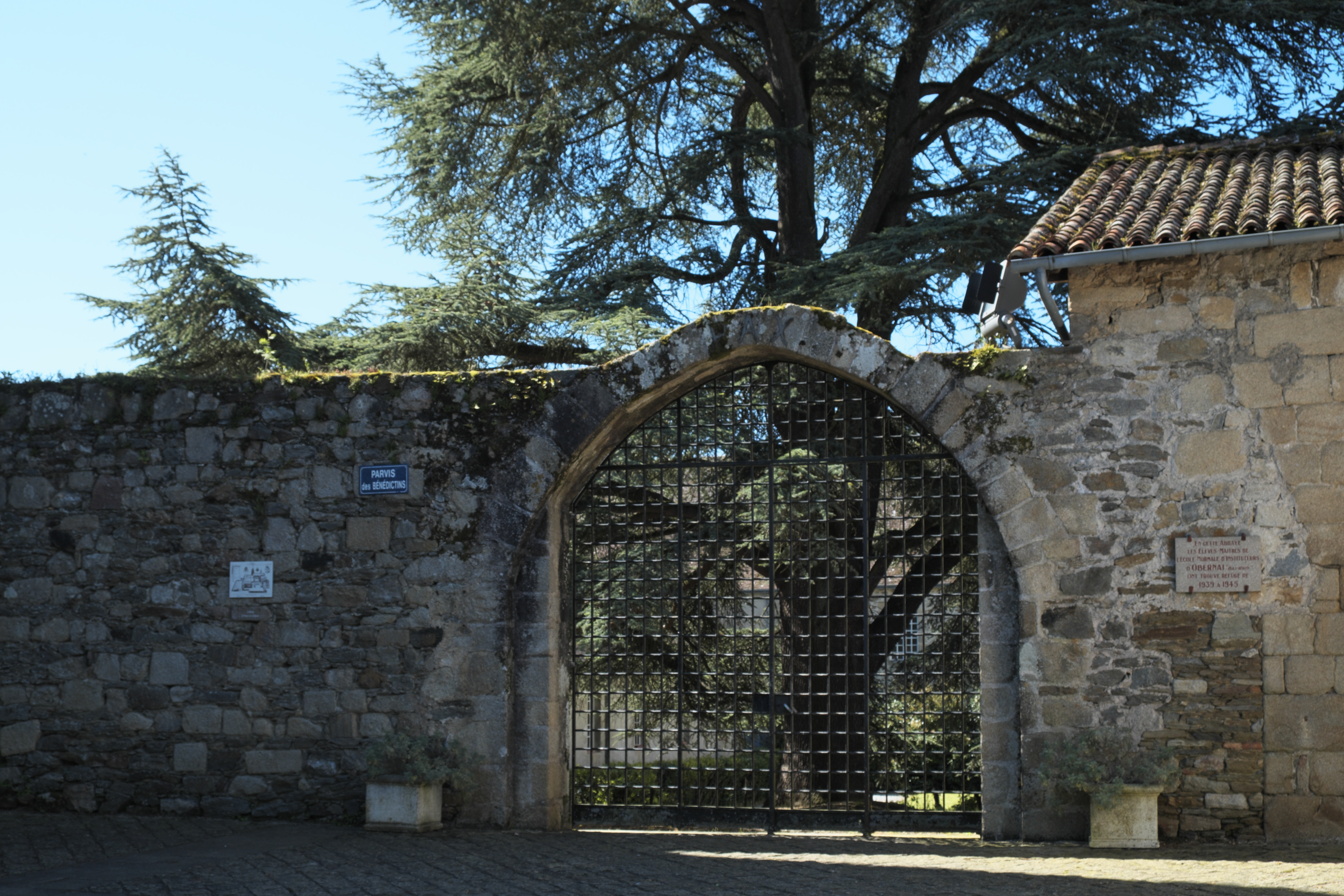
L'entrée de l'abbaye.
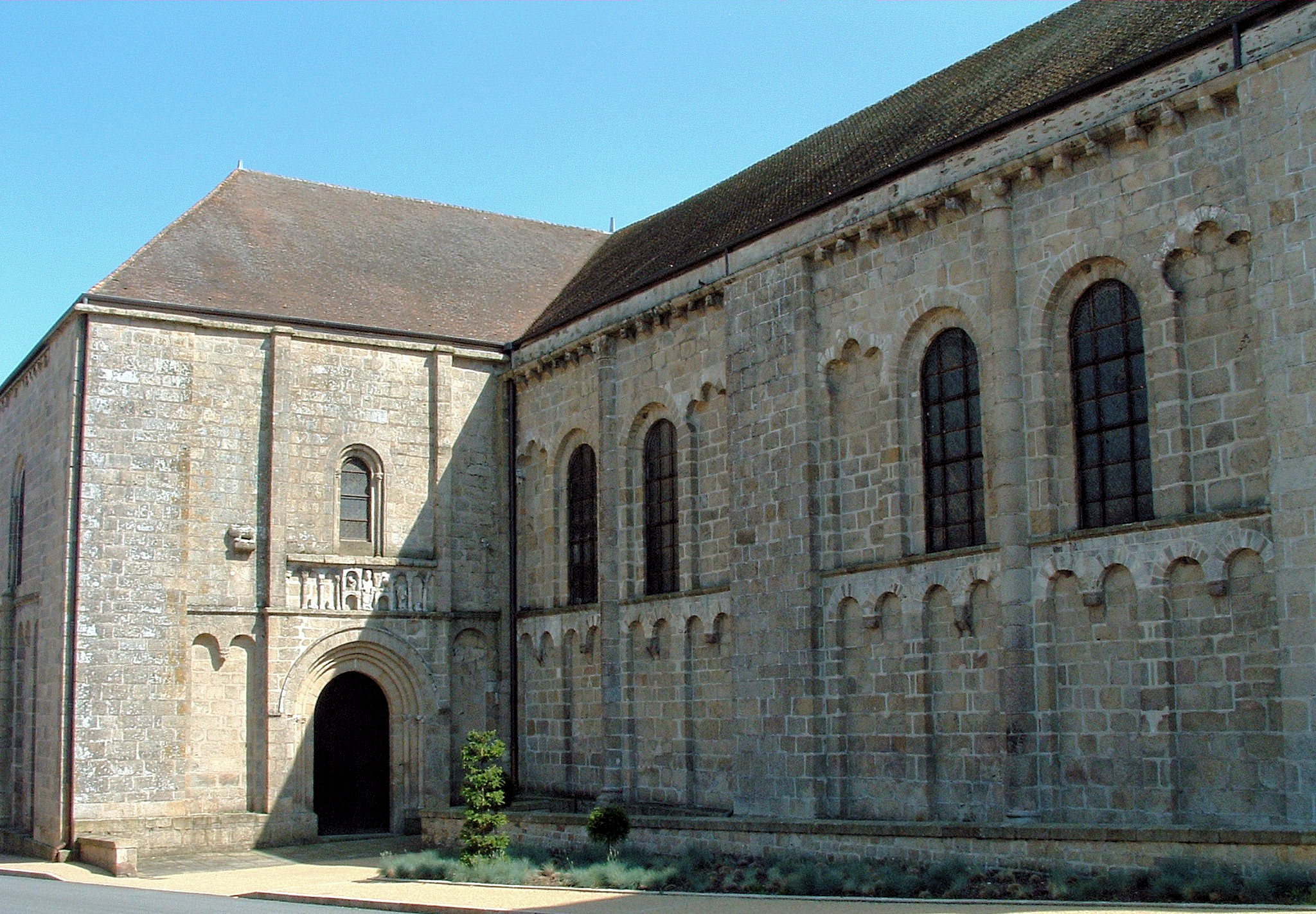
Façade latérale Nord et entrée dans la bras nord du transept.
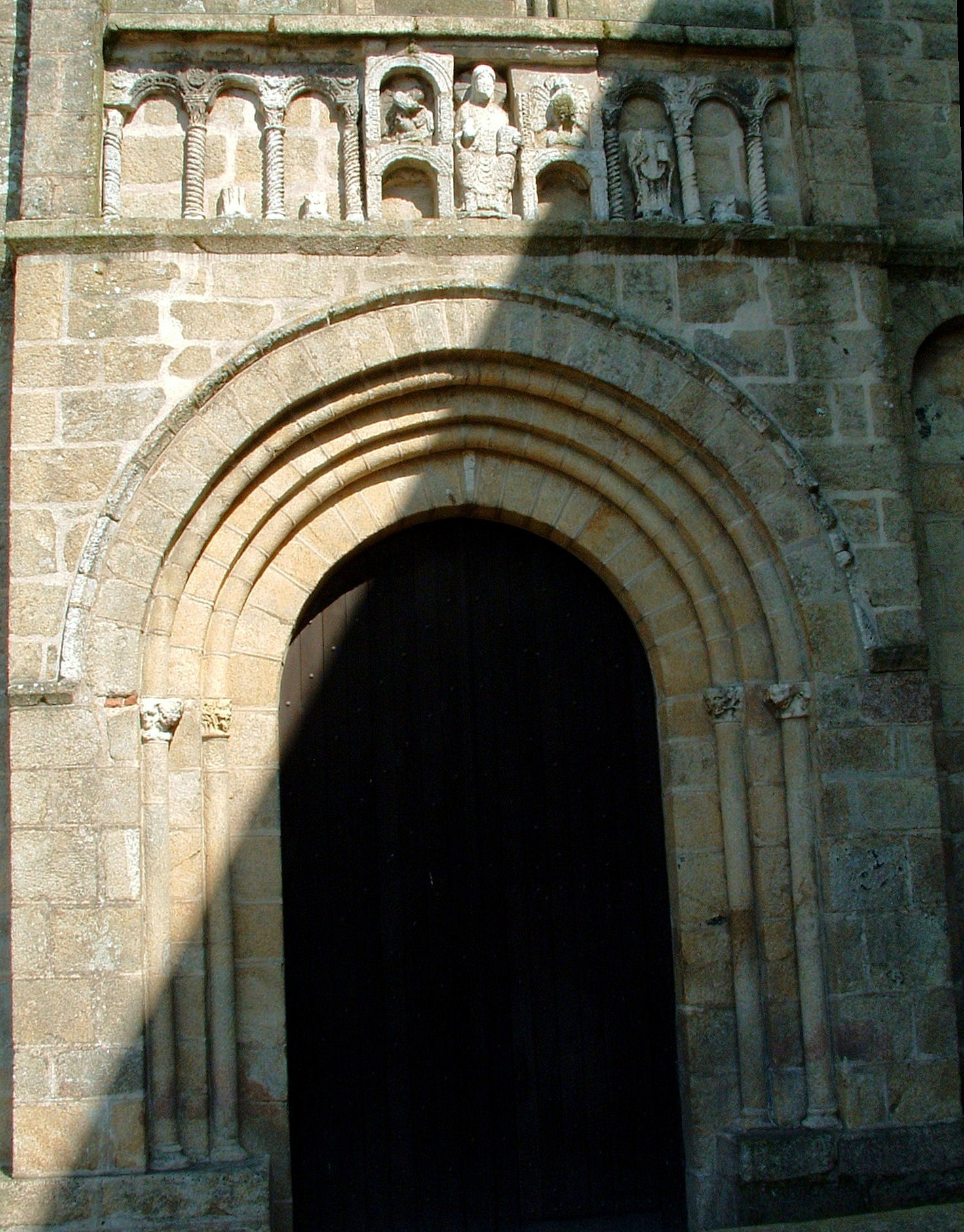
Porte du bras Nord du transept.
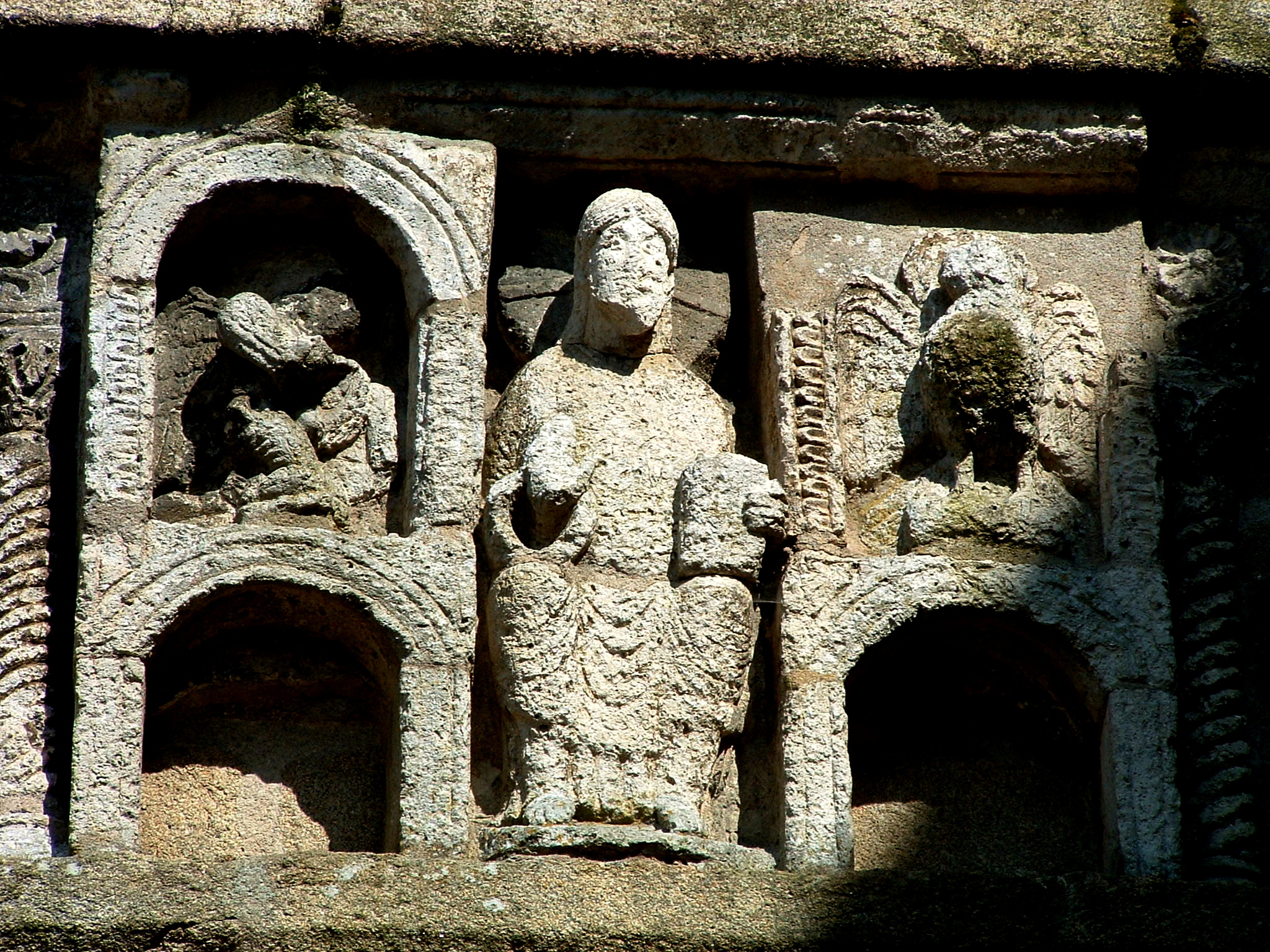
Décoration au-dessus de la porte du bras Nord du transept.
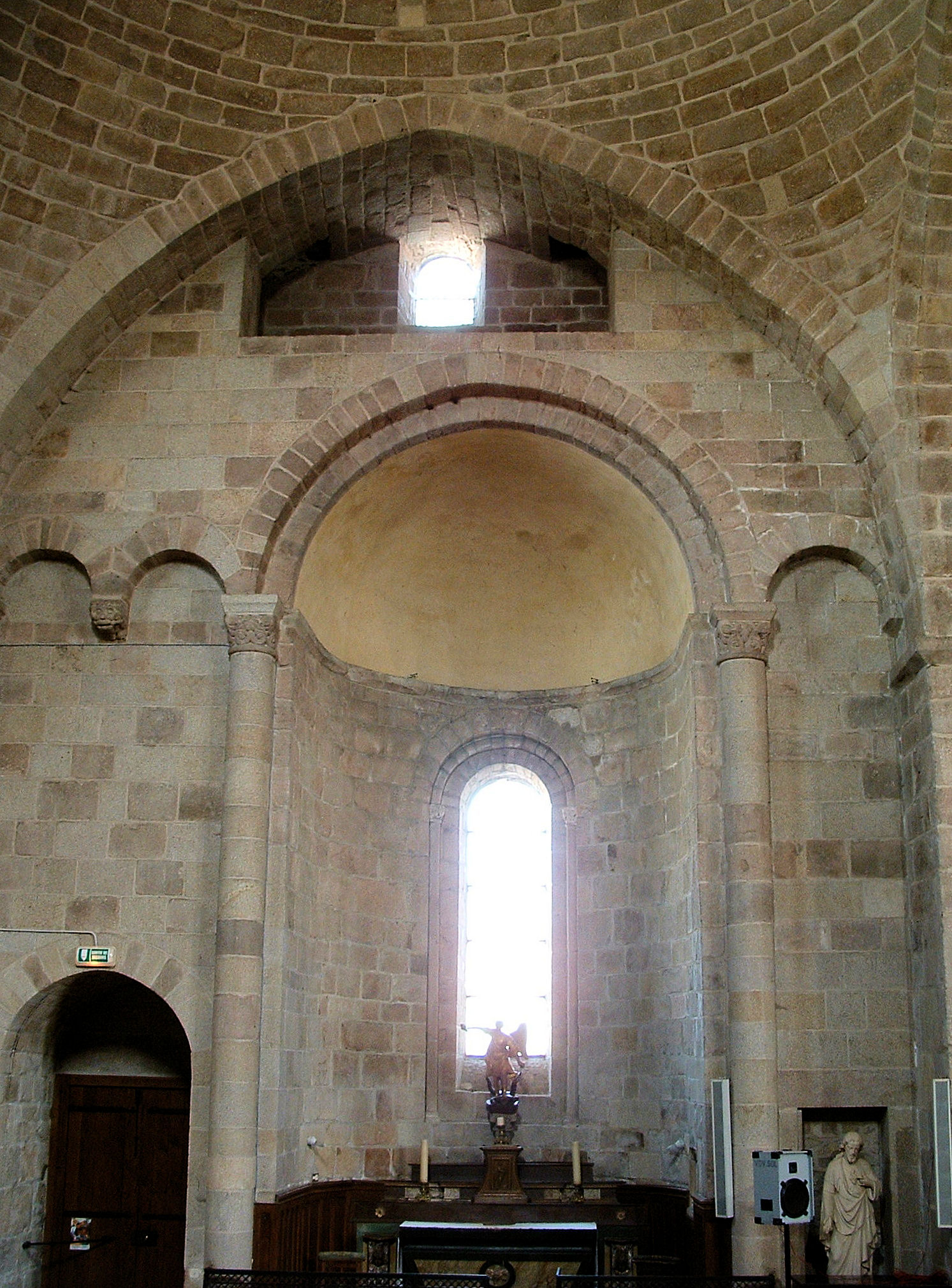
Chapelle du bras nord du transept.

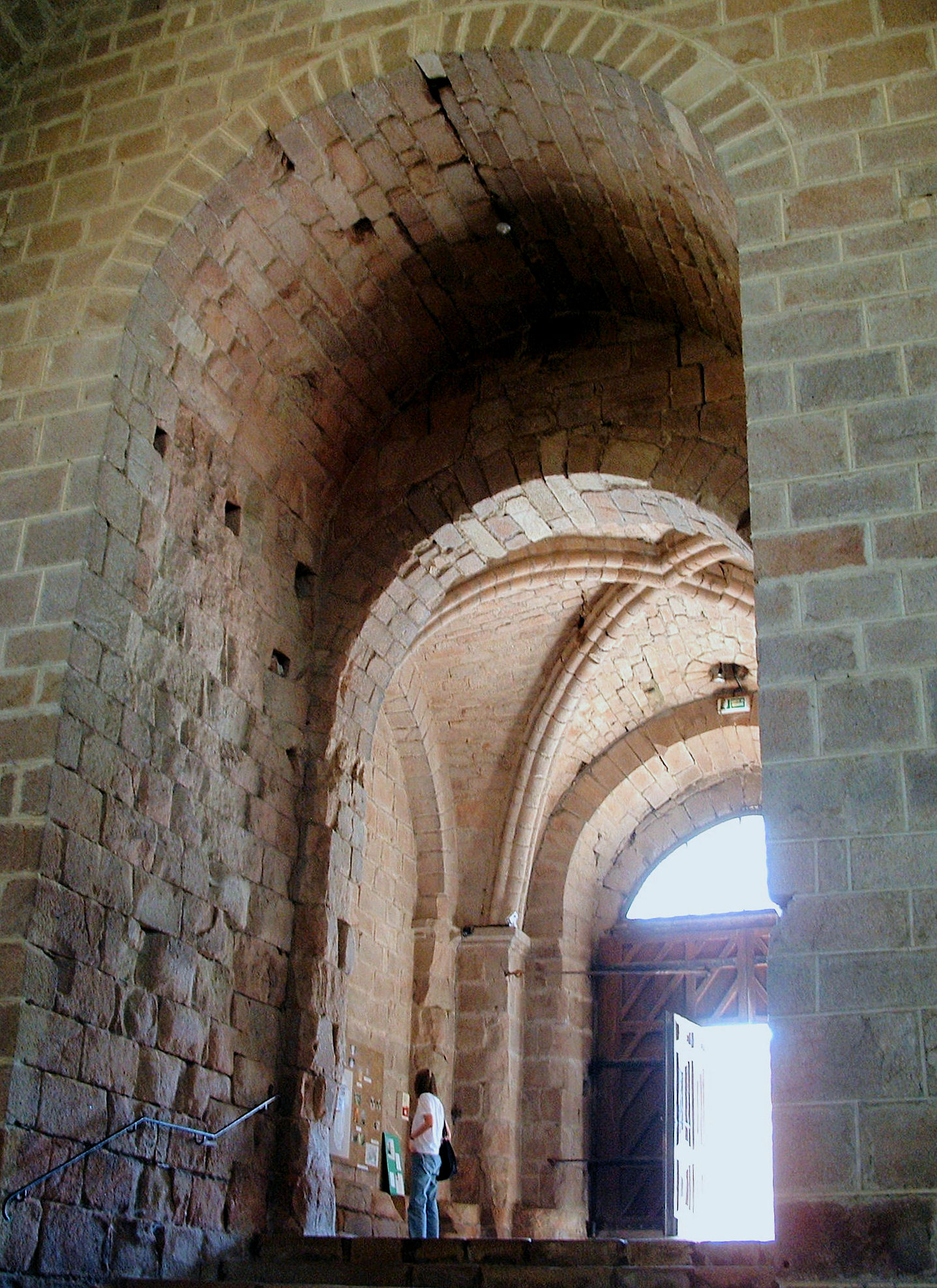
Porche sous la tour occidentale.
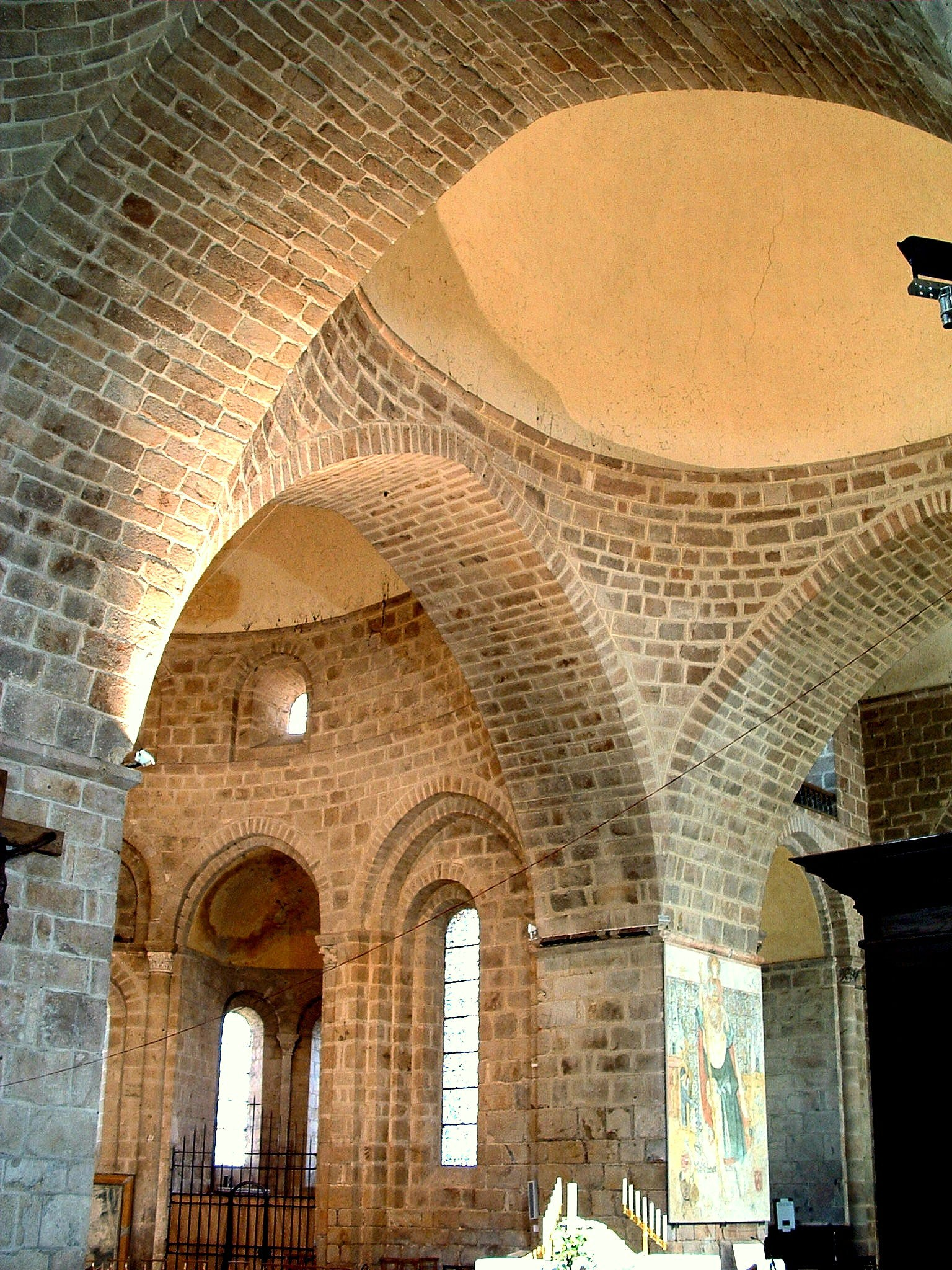
Croisée du transept.
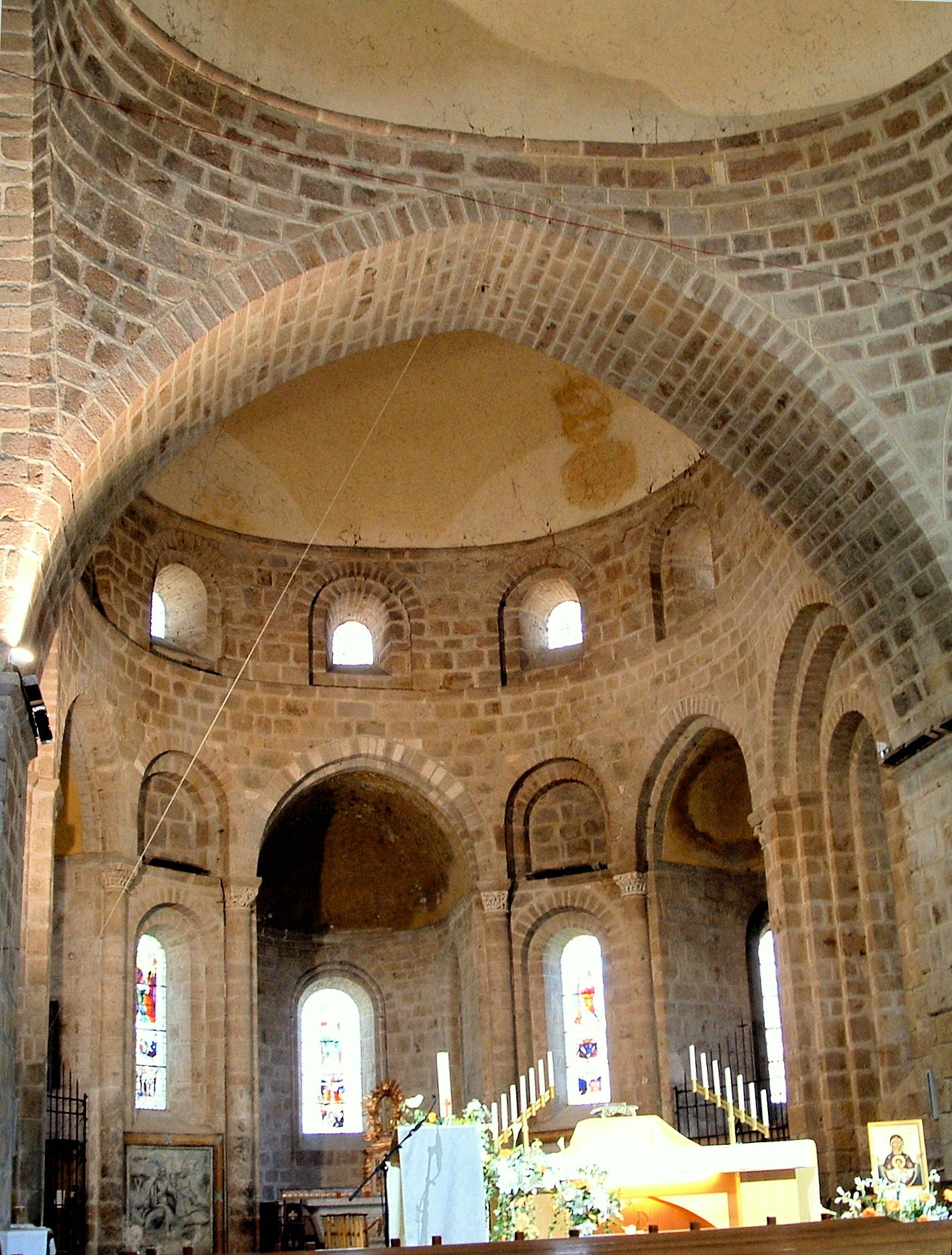
Chœur.

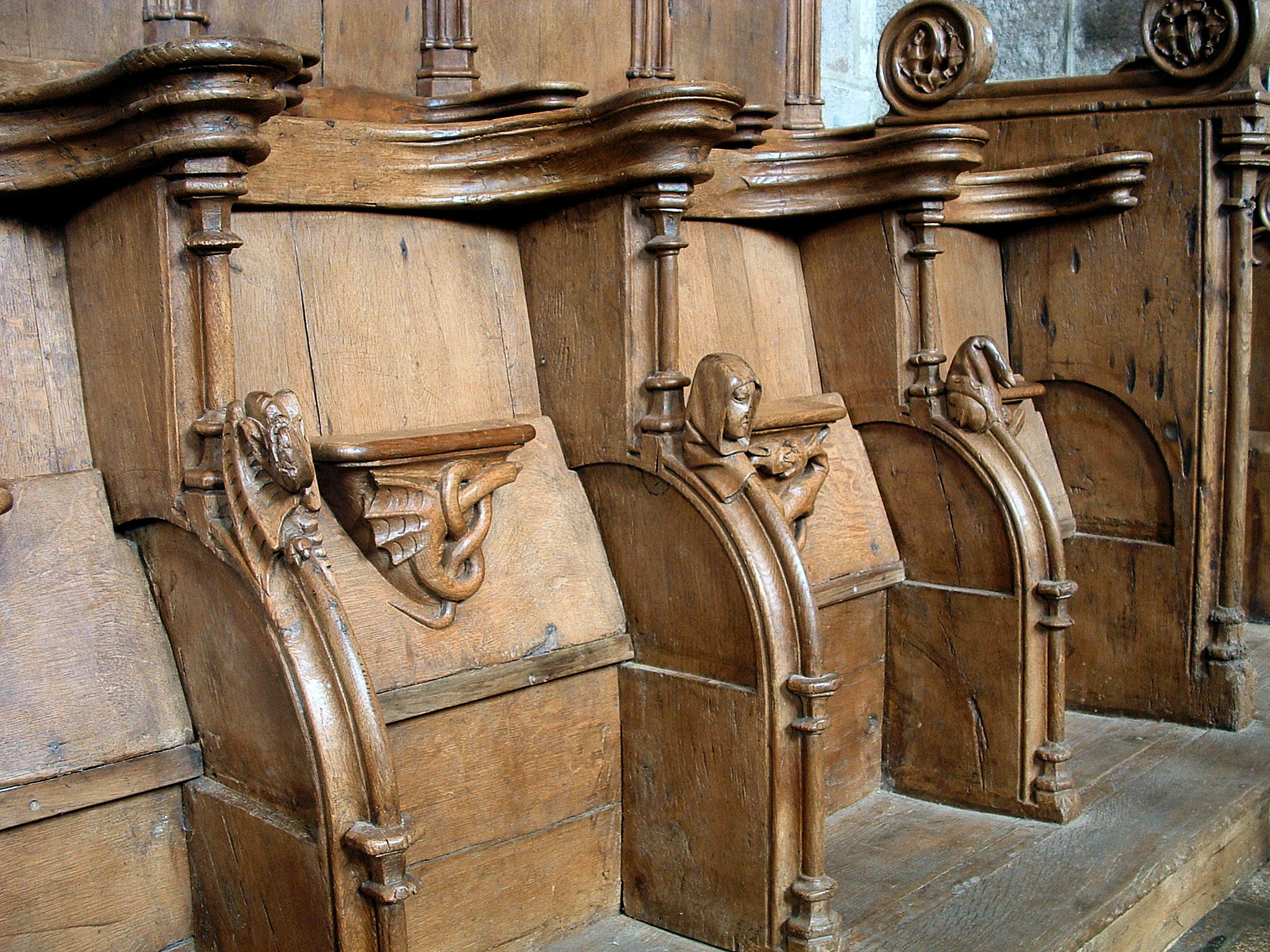
Stalles du XVe siècle.
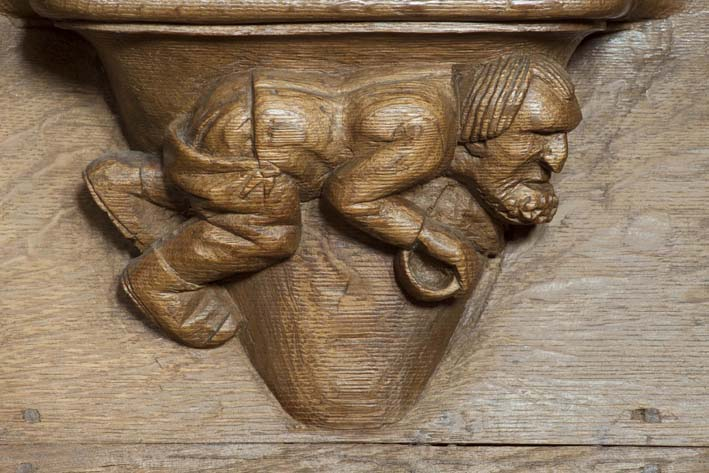
Mendiant sculpté sur une miséricorde.
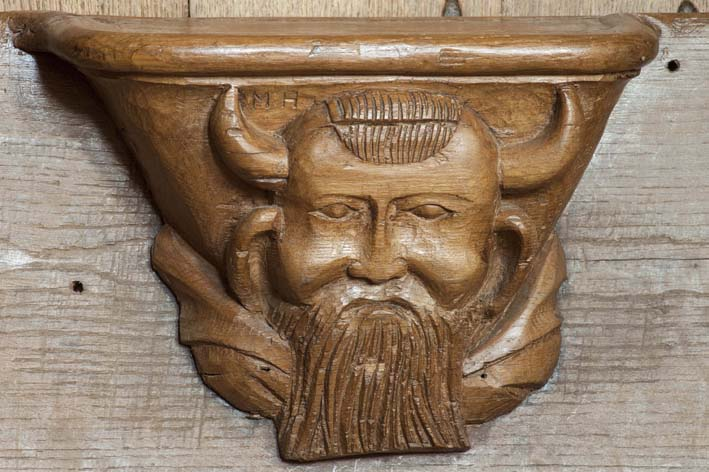
Hybride mi-homme mi-animal sculpté sur une miséricorde.

## Armoiries de l'abbaye
Un sceau de l'abbaye présent sur un acte de 1260 est de forme ronde. Dans un double cercle perlé, un roi siège sur son trône avec un très petit personnage à dextre agenouillé devant lui. Il s'agirait de Dagobert et de Saint Eloi, l'un concédant à l'autre les domaines où le second fonda le monastère de Solignac.
La gravure du Monasticon Gallicanum de la seconde moitié du xviie siècle présente les armoiries de l'abbaye de Solignac, accompagnant celles de la congrégation de Saint-Maur, comme : « de ... à l'épée haute de ..., surchargée de deux clés de ... passées en sautoir, accostée de deux fleurs de lys de .... » ,. Les clés en sautoir font référence à Saint Pierre, et l'épée à Saint Paul. Les armoiries sont quasiment identiques sur la gravure du Recueil de dom Claude Estiennot de la Serrée de la même époque, à la différence que l'épée y est posée sur les clés.
En 1700, deux armoiries différentes sont attribuées d'office pour une raison inconnue à l'abbaye de Solignac et à sa communauté bénédictine en application de l'édit de 1696 sur les armoiries : « d’or à deux pals de gueules » et « d’argent à un pal d’azur ».

## Personnalités liées à l'abbaye

### Saints ou bienheureux catholiques
- v.638 - Éloi de Noyon (canonisé, fêté le 1er décembre) fonde l'abbaye. Un bras-reliquaire, dit du Chef de saint Éloi, est conservé dans l'abbatiale de Solignac[27],[28]. Entre 1939 et 1967, Solignac a ses propres ostensions, qui sont en l’honneur de saint Eloi[29] ;
- viie siècle - Remacle de Stavelot (canonisé, fêté le 3 septembre) est le premier abbé ;
- viie siècle - Théau de Solignac (canonisé, fêté le 7 janvier) y grandit, y est ordonné prêtre et y décède en 702. Son buste reliquaire est conservé dans l'abbatiale de Solignac, et est la plus belle pièce de son trésor actuel[27],[30] ;
- viie siècle - Hadelin de Celles (canonisé, fêté le février), disciple de St Remacle, y est moine ;
- 823 - Raoul de Turenne (canonisé, fêté le 21 juin) y est clerc ;
- 1787-1790 - Armand de Foucauld de Pontbriand (béatifié avec les 190 autres ecclésiastiques « martyrs des Carmes », fêté le 2 septembre) en est l'abbé commendataire. Il sera l'arrière-grand-oncle de saint Charles de Foucauld ;
- 1947-1956 - Les missionnaires oblats de Marie-Immaculée Louis Leroy (fêté le 18 avril), Michel Coquelet (fêté le 20 avril) et Jean Wauthier (fêté le 16 décembre), tous trois béatifiés avec les autres martyrs du Laos, y étudient la philosophie, la théologie et y sont ordonnés prêtres. Joseph Boissel (martyr du Laos également béatifié) y passe en 1957[31].

## L'abbaye de Solignac dans la littérature
En 1851, dans le tome V des Mystères du Peuple, Eugène Sue met en scène un père Bonaïk esclave et apprenti orfèvre à l'abbaye de Solignac du temps d'Éloi de Noyon.
La fondation de l'abbaye est rapportée dans l'Histoire de France de Jules Michelet.